# Allactoneura obscurata
Allactoneura obscurata är en tvåvingeart som först beskrevs av Walker 1865.  Allactoneura obscurata ingår i släktet Allactoneura och familjen svampmyggor. Inga underarter finns listade i Catalogue of Life.